# Equitazione ai Giochi della XXXII Olimpiade - Dressage individuale
La competizione di dressage individuale ai giochi olimpici della XXXII Olimpiade di Tokyo si è svolto il 14, 25 e 28 luglio 2021 presso il Central Breakwater.hb
La vincitrice della competizione è stata la tedesca Jessica von Bredow-Werndl con il cavallo TSF Dalera.

## Risultati

### Grand Prix
Si qualificano al Grand Prix Freestyle i 2 migliori atleti di ciascun gruppo e i sei atleti con i migliori punteggi successivi.
| Pos. | Gruppo | Nazionalità     | Cavaliere                 | Cavallo                        | Pt.GP  | Note |
| ---- | ------ | --------------- | ------------------------- | ------------------------------ | ------ | ---- |
| 1    | C      | Germania        | Jessica von Bredow-Werndl | TSF Dalera                     | 84.379 | Q    |
| 2    | F      | Germania        | Isabell Werth             | Bella Rose 2                   | 82.500 | Q    |
| 3    | B      | Danimarca       | Cathrine Dufour           | Bohemian                       | 81.056 | Q    |
| 4    | F      | Gran Bretagna   | Charlotte Dujardin        | Gio                            | 80.963 | Q    |
| 5    | E      | Germania        | Dorothee Schneider        | Showtime FRH                   | 78.820 | Q    |
| 6    | B      | Paesi Bassi     | Edward Gal                | Total Us                       | 78.649 | Q    |
| 7    | C      | Stati Uniti     | Sabine Schut-Kery         | Sanceo                         | 78.416 | Q    |
| 8    | A      | Gran Bretagna   | Charlotte Fry             | Everdale                       | 77.096 | Q    |
| 9    | C      | Paesi Bassi     | Hans Peter Minderhoud     | Dream Boy                      | 76.817 | q    |
| 10   | D      | Danimarca       | Carina Cassøe Krüth       | Heiline's Danciera             | 76.677 | Q    |
| 11   | F      | Stati Uniti     | Steffen Peters            | Suppenkasper                   | 76.196 | q    |
| 12   | A      | Svezia          | Therese Nilshagen         | Dante Weltino Old              | 75.140 | Q    |
| 13   | C      | Gran Bretagna   | Carl Hester               | En Vogue                       | 75.124 | q    |
| 14   | D      | Stati Uniti     | Adrienne Lyle             | Salvino                        | 74.876 | WD   |
| 15   | E      | Svezia          | Juliette Ramel            | Buriel K.H.                    | 73.369 | Q    |
| 16   | A      | Danimarca       | Nanna Skodborg Merrald    | Zack                           | 73.168 | q    |
| 17   | C      | Portogallo      | Rodrigo Torres            | Fogoso                         | 72.624 | q    |
| 18   | B      | Spagna          | Beatriz Ferrer-Salat      | Elegance                       | 72.096 | q    |
| 19   | F      | Canada          | Brittany Fraser-Beaulieu  | All In                         | 71.677 | q    |
| 20   | E      | Paesi Bassi     | Marlies van Baalen        | Go Legend                      | 71.615 |      |
| 21   | D      | Austria         | Christian Schumach        | Te Quiero SF                   | 70.900 |      |
| 22   | A      | Rep. Dominicana | Yvonne Losos de Muñiz     | Aquamarijn                     | 70.869 |      |
| 23   | D      | Belgio          | Laurence Roos             | Fil Rouge                      | 70.699 |      |
| 24   | E      | Francia         | Morgan Barbançon          | Sir Donnerhall II OLD          | 70.543 |      |
| 25   | E      | Lussemburgo     | Nicolas Wagner            | Quarter Back Junior FHR        | 70.512 |      |
| 26   | A      | Brasile         | João Oliva                | Escorial                       | 70.419 |      |
| 27   | B      | Portogallo      | Maria Caetano             | Fenix de Tineo                 | 70.311 |      |
| 28   | E      | Belgio          | Domien Michiels           | Intermezzo Van Het Meerdaalhof | 70.202 |      |
| 29   | F      | Portogallo      | João Miguel Torrao        | Equador                        | 70.186 |      |
| 30   | F      | Austria         | Florian Bacher            | Fidertraum                     | 69.813 |      |
| 31   | B      | ROC             | Inessa Merkulova          | Mister X                       | 69.457 |      |
| 32   | C      | Spagna          | José Antonio Garcia Mena  | Sorento 15                     | 69.146 |      |
| 33   | F      | Francia         | Maxime Collard            | Cupido PB                      | 69.068 |      |
| 34   | C      | Francia         | Alexandre Ayache          | Zo What                        | 68.929 |      |
| 35   | B      | Svezia          | Antonia Ramel             | Brother de Jeu                 | 68.540 |      |
| 36   | D      | Australia       | Simone Pearce             | Destano                        | 68.494 |      |
| 37   | D      | Irlanda         | Heike Holstein            | Sambuca                        | 68.432 |      |
| 38   | D      | Spagna          | Severo Jurado             | Fendi T                        | 68.370 |      |
| 39   | B      | Canada          | Chris von Martels         | Eclips                         | 68.059 |      |
| 40   | A      | Stati Uniti     | Mary Hanna                | Calanta                        | 67.981 |      |
| 41   | E      | Svizzera        | Estelle Wettstein         | West Side Story OLD            | 67.748 |      |
| 42   | C      | Belgio          | Larissa Pauluis           | Flambeau                       | 67.251 |      |
| 43   | B      | Italia          | Francesco Zaza            | Wispering Romance              | 66.941 |      |
| 44   | F      | Marocco         | Yessin Rahmouni           | All at Once                    | 66.599 |      |
| 45   | F      | Giappone        | Hiroyuki Kitahara         | Huracan 10                     | 66.304 |      |
| 46   | F      | Cile            | Virginia Yarur            | Ronaldo                        | 66.227 |      |
| 47   | A      | Ucraina         | Inna Logutenkova          | Fleraro                        | 66.118 |      |
| 48   | E      | Giappone        | Shingo Hayashi            | Scolari 4                      | 65.714 |      |
| 49   | B      | Estonia         | Dina Ellermann            | Donna Anna                     | 65.435 |      |
| 50   | D      | Canada          | Lindsay Kellock           | Sebastien                      | 65.404 |      |
| 51   | E      | Messico         | Martha Del Valle          | Beduino LAM                    | 64.876 |      |
| 52   | C      | Finlandia       | Henri Ruoste              | Kontestro DB                   | 64.674 |      |
| 53   | C      | ROC             | Aleksandra Maksakova      | Bojengels                      | 63.898 |      |
| 54   | D      | ROC             | Tatyana Kosterina         | Diavolessa VA                  | 63.866 |      |
| 55   | A      | Corea del Sud   | Kim Dong-seon             | Belstaff                       | 63.447 |      |
| 56   | A      | Giappone        | Kazuki Sado               | Ludwig Der Sonnenkoenig 2      | 62.531 |      |
| 57   | E      | Australia       | Kelly Layne               | Samhitas                       | 58.354 |      |
| —    | D      | Singapore       | Caroline Chew             | Tribiani                       | EL     | EL   |
| —    | B      | Austria         | Victoria Max-Theurer      | Abegglen NRW                   | WD     | WD   |

### Grand Prix Freestyle
| Pos. | Nazionalità   | Cavaliere                 | Cavallo            | Pt.GPF | Note |
| ---- | ------------- | ------------------------- | ------------------ | ------ | ---- |
|      | Germania      | Jessica von Bredow-Werndl | TSF Dalera         | 91.732 |      |
|      | Germania      | Isabell Werth             | Bella Rose 2       | 89.657 |      |
|      | Gran Bretagna | Charlotte Dujardin        | Gio                | 88.543 |      |
| 4    | Danimarca     | Cathrine Dufour           | Bohemian           | 87.507 |      |
| 5    | Stati Uniti   | Sabine Schut-Kery         | Sanceo             | 84.300 |      |
| 6    | Paesi Bassi   | Edward Gal                | Total Us           | 84.157 |      |
| 7    | Danimarca     | Carina Cassøe Krüth       | Heiline's Danciera | 83.329 |      |
| 8    | Gran Bretagna | Carl Hester               | En Vogue           | 81.818 |      |
| 9    | Svezia        | Juliette Ramel            | Buriel K.H.        | 81.182 |      |
| 10   | Stati Uniti   | Steffen Peters            | Suppenkasper       | 80.968 |      |
| 11   | Danimarca     | Nanna Skodborg Merrald    | Zack               | 80.893 |      |
| 12   | Paesi Bassi   | Hans Peter Minderhoud     | Dream Boy          | 80.682 |      |
| 13   | Gran Bretagna | Charlotte Fry             | Everdale           | 80.614 |      |
| 14   | Svezia        | Therese Nilshagen         | Dante Weltino Old  | 79.721 |      |
| 15   | Germania      | Dorothee Schneider        | Showtime FRH       | 79.432 |      |
| 16   | Portogallo    | Rodrigo Torres            | Fogoso             | 78.943 |      |
| 17   | Spagna        | Beatriz Ferrer-Salat      | Elegance           | 77.532 |      |
| 18   | Canada        | Brittany Fraser-Beaulieu  | All In             | 76.404 |      |